# Emil K. Urban
Emil Karl Urban (* 27. Mai 1934; † 24. Januar 2014 in Augusta, Georgia) war ein US-amerikanischer Ornithologe. Sein Forschungsschwerpunkt war die afrikanische Avifauna.

## Leben und Wirken
Urban wuchs in Milwaukee und in Whitefish Bay, Wisconsin auf. 1956 erlangte er seinen Bachelor of Science an der University of Wisconsin in Madison. An der University of Kansas führte er unter der Leitung von Harrison Bruce Tordoff und Richard Johnson im Rahmen seines Master-Abschlusses eine avifaunistische Studie der Vögel von Coahuila, Mexico, durch. 1964 wurde Urban mit seiner Doktorarbeit A comparative study of locomotion in some teiid lizards zum Ph.D. an der University of Wisconsin promoviert. Von 1964 bis 1975 arbeitete er in Äthiopien. Er lehrte an der Haile Selassie I. University (heute Addis Ababa University) und betrieb ornithologische Feldstudien. 1976 übernahm Urban den Vorsitz der Biologischen Fakultät am Augusta College (später Augusta State University), wo er 29 Jahre als Professor lehrte. 1997 wurde er zum Fuller Earle Callaway Chair in Biologie berufen, dem prestigeträchtigsten Fakultätsposten im Universitätssystem von Georgia. Von 1982 bis 2004 war Urban Mitherausgeber und Koautor der ersten sieben Bände des Standardwerks The Birds of Africa.

## Werke (Auswahl)
- Birds from Coahuila, Mexico, 1959
- Shell Guide to Ethiopian Birds, 1966
- Report on the world wildlife expedition to the rain forests of Southwest Ethiopia, 1969 (mit Leslie H. Brown)
- Bibliography of the avifauna of Ethiopia, 1970
- A checklist of the birds of Ethiopia, 1971 (mit Leslie H. Brown)
- Ethiopia’s endemic birds, 1980
- Laboratory manual for Introductory Biology, 1982 (mit James H. Bickert, Judith E. Gordon, Russell E. Stullken und John B. Black)
- The Birds of Africa, Bd. 1: Ostriches and Birds of Prey , 1982 (mit Leslie H. Brown und Kenneth B. Newman)
- The Birds of Africa, Bd. 2: Game Birds to Pigeons, 1986 (mit Charles Hilary Fry und Stuart Keith)
- The Birds of Africa, Bd. 3: Parrots to Woodpeckers, 1988 (mit Charles Hilary Fry und Stuart Keith)
- The Birds of Africa, Bd. 4: Broadbills to Chats, 1992 (mit Charles Hilary Fry und Stuart Keith)
- The Birds of Africa, Bd. 5: Thrushes to Puffback Flycatchers, 1997 (mit Charles Hilary Fry und Stuart Keith)
- The Birds of Africa, Bd. 6: Picathartes to Oxpeckers, 2000 (mit Charles Hilary Fry und Stuart Keith)
- The Birds of Africa, Bd. 7: Sparrows to Buntings, 2004 (mit Charles Hilary Fry, und Stuart Keith)